# Philippikos Bardanes
Philippikos (tiếng Hy Lạp: Φιλιππικός) là Hoàng đế Đông La Mã từ năm 711 đến 713.

## Tiểu sử
Philippikos lúc đầu có tên là Bardanes (tiếng Hy Lạp: Βαρδάνης, Vardanis; tiếng Armenia: Վարդան, Vardan); ông là con trai của nhà quý tộc Nikephoros gốc gác Armenia từ một thuộc địa của Armenia ở Pergamum.
Dựa vào sự ủng hộ của phe cánh Monothelite (Đơn ý luận), ông có tham vọng nhắm đến ngôi vị nhân sự bùng nổ cuộc nổi loạn lớn đầu tiên chống lại Hoàng đế Justinianos II; dẫn đến việc ông bị Tiberios Apsimaros đày ải đến Cephalonia và sau đó trục xuất tới Cherson theo lệnh của Justinianos. Tại đây Bardanes lấy tên là Philippikos và xúi giục thành công người dân nổi dậy với sự giúp đỡ từ người Khazar. Quân nổi dậy đã thành công trong việc đánh chiếm kinh thành Constantinopolis khiến Justinianos phải tháo chạy (để rồi bị ám sát ngay sau đó, do không có được sự ủng hộ đáng kể từ các tỉnh); Philippikos được quần thân phò tá lên ngôi Hoàng đế.

### Triều đại
Trong số các hành động đầu tiên của ông khi mới đăng quang là việc phế truất viên Thượng phụ Chính Thống giáo Kyros thành Constantinopolis, để sủng ái Ioannes VI, một thành viên của giáo phái riêng biệt và ra lệnh triệu tập một hội nghị (conciliabulum) của các giám mục phương Đông, bãi bỏ các nghị định tôn giáo của Hội đồng Đại kết thứ sáu. Giáo hội La Mã đã phản ứng lại bằng cách từ chối công nhận vị Hoàng đế mới và viên Thượng phụ của ông. Trong khi đó Tervel của Bulgaria đã mang quân cướp phá dọc tường thành của Constantinopolis vào năm 712. Khi Philippikos điều động quân đội từ tỉnh (thema) Opsikion đến giữ gìn an ninh trật tự khu vực Balkan, Umayyad Caliphate dưới trướng Al-Walid I đã xâm nhập qua hệ thống phòng thủ yếu ớt vùng Tiểu Á.
Vào cuối tháng 5 năm 713 binh sĩ ở Opsikion đã tiến hành nổi loạn ở Thracia. Một số quan viên của họ còn thâm nhập vào thành phố và chọc mù mắt Philippikos vào ngày 3 tháng 6 năm 713 khi ông đang ở trong một nhà tắm công cộng. Kẻ kế thừa Philippikos trong một thời gian ngắn chính là viên thư ký chính của ông tên gọi Artemios, được binh sĩ khoác hoàng bào lấy hiệu là Hoàng đế Anastasios II.